# جورج هنري تشيس
جورج هنري تشيس (بالإنجليزية: George Henry Chase)‏ هو مؤرخ الفن أمريكي، ولد في 13 يونيو 1874 في لين في الولايات المتحدة، وتوفي في 2 فبراير 1952 في كامبريدج في الولايات المتحدة.